# Carrapicho
Grupo Carrapicho es una banda brasileña, originaria del estado de Amazonas, que consiguió un éxito relativo en la década de los 90.

## Historia
Carrapicho fue creado en 1980  en Manaos. Anteriormente trabajó con el estilo forró tradicional, siendo conocido así en toda la región norte. A finales de 1980, las melodías Boi Bumba eran frecuentes en su obra, pero sin dejar de lado el forró. El grupo trabajó regionalmente durante quince años. En 1996, un productor francés, Patrick Bruel, escuchó la melodía «Tic, Tic Tac» en la versión del grupo y decidió lanzarla en Francia, convirtiéndose en uno de los mayores éxitos en Europa y Brasil, pues la música ocupó la posición 34 de las 100 canciones más escuchadas del año 1996 en el país.
El primer programa de televisión en Brasil transmitido por la televisión nacional en el que se presentaron fue Domingo Legal SBT presentado por Augusto Liberato (Gugu), quien los descubrió durante sus vacaciones de verano en Francia y los invitó a participar en su programa en 1996. El grupo ha demostrado una buena actuación en público con sus canciones al ritmo de Boi Bumba, recibiendo buenas críticas por parte del público.

## Integrantes
- José María Nunes Correa, Zezinho Corrêa (†) — voz
- Raimundo Nonato do Nascimento — coros
- Rosisalvo Santana - guitarra
- Otávio Rodrigues da Silva — bajo
- Edson Ferreira do Vale — acordeón
- Carlos Pereira Da Silva — teclado
- Ronaldo Alves de Jesús — percusión

### Bailarines
- Ianael F. Santos
- Tatiana Oliveira
- Hira Mesquita
- Hudson Praia

## Discografía
- 1983: Grupo Carrapicho — Continental
- 1985: Grupo Carrapicho — Continental
- 1987: Forró Gingado — Continental
- 1988: Êita! Chegou a Hora — Continental
- 1989: Com Jeitinho Doce — Continental
- 1992: Sacolejo — Continental
- 1993: 13 anos de Sucesso — Continental
- 1994: Baticundum — Independente
- 1995: Bumbalanço — Independente
- 1996: Grandes Sucessos — Independente
- 1996: Festa do Boi Bumbá — BMG
- 1997: Rebola — BMG
- 1998: Quero Amor — BMG
- 2000: Trem de Marrakesh — Universal Music
- 2001: Gente da Floresta — Universal Music
- 2002: Carrapicho no Forró — Universal Music
- 2004: Ritmo Quente — Som Brasil